# گاردن اکرس (کالیفرنیا)
گاردن اکرس (به انگلیسی: Garden Acres) یک منطقهٔ مسکونی در ایالات متحده آمریکا است که در شهرستان سن ژواکین، کالیفرنیا واقع شده‌است. گاردن اکرس ۶٫۷۰۴ کیلومتر مربع مساحت و ۱۰٬۶۴۸ نفر جمعیت دارد و ۱۰ متر بالاتر از سطح دریا واقع شده‌است.